# Consejos Municipales de Desarrollo (Guatemala)
Los Consejos Municipales de Desarrollo (COMUDE) pertenece al Sistema Nacional de Consejos de Desarrollo de Guatemala, el cual es de creación constitucional. Esta entidad reúne a varios representantes de los distintos sectores de la población, en donde, se representa la participación de la población en general, es decir, tanto social como económicamente.

## Integración
Los  Consejos Municipales de Desarrollo se integran así:
1. El alcalde municipal, quien lo coordina.
2. Los síndicos y concejales que determine la corporación municipal.
3. Los representantes de los Consejos Comunitarios de Desarrollo, hasta un número de veinte ( 20 ), designados por los coordinadores de los Consejos Comunitarios de desarrollo.
4. Los representantes de las entidades públicas con presencia en la localidad.
5. Los representantes de entidades civiles locales que sean convocados.

## Funciones
Las funciones de los Consejos Municipales de Desarrollo todos estos:
1. Promover, facilitar y apoyar el funcionamiento de los Consejos Comunitarios de desarrollo del municipio.
2. Promover y facilitar la organización y participación efectiva de las comunidades y sus organizaciones, en la priorización de necesidades, problemas y sus soluciones, para el desarrollo integral del municipio.
3. Promover sistemáticamente tanto la descentralización de la  administración pública como la coordinación interinstitucional en el municipio, para coadyuvar al fortalecimiento de la autonomía municipal; para ese efecto apoyará a la corporación Municipal en la coordinación de las acciones de las instituciones públicas, privadas y promotoras de desarrollo que funcionen en el municipio.
4. Promover políticas, programas y proyectos de protección y promoción integral para la niñez, la adolescencia, la juventud y la mujer.
5. Garantizar que las políticas, planes, programas y proyectos de desarrollo del municipio sean formulados con base en las necesidades, problemas y soluciones priorizadas por los Consejos Comunitarios de Desarrollo, y enviarlos a la corporación municipal para su incorporación  en las políticas, planes, programas y proyectos de desarrollo del departamento.
6. Dar seguimiento a la ejecución de las políticas, planes, programas y proyectos de desarrollo municipal y comunitario, verificar su cumplimiento y, cuando sea oportuno, proponer medidas correctivas a la Corporación Municipal, al Consejo Departamental de Desarrollo o a las entidades responsables.
7. Evaluar la ejecución de las políticas, planes, programas y proyectos municipales de desarrollo y, cuando sea oportuno, proponer a la Corporación Municipal o al consejo Departamental de Desarrollo las medidas correctivas para el logro de los objetivos y metas previstos en los mismos.
8. Proponer a la Corporación Municipal la asignación de recursos de preinversión y de inversión pública, con base en las disponibilidades financiera y las necesidades, problemas y soluciones priorizados en los Consejos Comunitarios de Desarrollo del municipio.
9. Conocer e informar a los Consejos Comunitarios de Desarrollo sobre la ejecución presupuestaria de preinversión e inversión pública del año fiscal anterior, financiada con fondos provenientes del presupuesto general de la nación.
10. Promover la obtención de financiamiento para la ejecución de las políticas, planes, programas y proyectos de desarrollo del municipio.
11. Contribuir a la definición y seguimiento de la política fiscal, en el marco de su mandato de formulación de las políticas de desarrollo.
12. Reportar a las autoridades municipales o departamentales que corresponda, el desempeño de los funcionarios públicos, con responsabilidad sectorial en el municipio.
13. Velar por el cumplimiento fiel de la naturaleza, principios, objetivos y funciones del Sistema de Consejos de Desarrollo.

- Datos: Q5784149